# Mark Fisher (teórico)
Mark Fisher (Leicester, 11 de julio de 1968-Felixstowe, 13 de enero de 2017), fue un escritor, filósofo, profesor y crítico cultural británico. Trabajó como profesor en el Departamento de Culturas Visuales en el Goldsmiths College de la Universidad de Londres. Adquirió notoriedad por las entradas de su blog firmadas como k-punk a comienzos del siglo XXI, por sus opiniones, hipótesis y ensayos relativos a política radical, música y cultura popular.
Fisher publicó varios libros, incluyendo  Capitalist Realism: Is There No Alternative? (en español, Realismo Capitalista: ¿no hay alternativa?), y publicó en The Wire, Fact, New Statesman y Sight & Sound. Fue cofundador de la editorial Zero Books, y, más tarde, de Repeater Books.  Tras años de trastornos mentales ya divulgados en su Realismo capitalista, se suicidó en 2017 poco antes de la publicación de The Weird and the Eerie (en español, Lo Raro y lo Espeluznante, Ed. Alpha Decay). 
Su tesis doctoral Flatline constructs: Gothic materialism and cybernetic theory-fiction originalmente presentada ante la Universidad de Warwick en 1999, se tradujo al español y fue publicada en 2022 con el título Constructos Flatline: materialismo gótico y teoría-ficción cibernética.
Algunos de sus trabajos han sido incluidos en compilaciones sobre aceleracionismo, tanto en castellano, como en inglés.

## Biografía

### Educación y primeros años
En su juventud, Fisher estuvo influido por la prensa musical post-punk de finales de los 70, en especial por periódicos como NME en el cual se mezclaban la música con la política, el cine y la ficción. En 1989 Fisher realizó un Grado en Humanidades en Inglés y Filosofía en la Universidad de Hull terminando posteriormente un Doctorado en Filosofía en la Universidad de Warwick en 1999 titulado Flatline Constructs: Gothic Materialism and Cybernetic Theory-Fiction. Durante esta etapa fue miembro fundador del colectivo interdisciplinar conocido como Cybernetic Cultural Research Unit, el cual era afín al pensamiento político aceleracionista y a la obra de los filósofos Sadie Plant y Nick Land. Allí trabó amistad con el productor Kode9 (nombre artístico de Steve Goodman), quién más tarde fundaría el webzine y sello musical Hyperdub. En los primeros años de la década de 1990 formó parte del grupo de techno D-Generation, autores del 12" Entropy in the UK.
Después de un período dedicado a la enseñanza postsecundaria (en el Reino Unido esta corresponde a la etapa educativa no universitaria que sigue a la enseñanza secundaria) Fisher comenzó a escribir su blog k-punk en 2003, el cual ha sido denominado "uno de los weblogs más exitosos sobre teoría cultural." El crítico musical Simon Reynolds lo describió como "una revista superior a la mayoría de revistas en Gran Bretaña hecha por una sola persona" y como el núcleo central de una "constelación de blogs" en los cuales cultura popular, música, cine, política, y teoría abstracta eran debatidas conjuntamente por periodistas, filósofos, amigos y colegas. La revista Vice más tarde describiría su escritura en k-punk como "lúcida y reveladora, analizando la literatura, la música y el cine que nos son familiares para revelar sus secretos interiores." Fisher también cofundó el foro en línea Dissensus junto al escritor Mate Ingram.

### Trayectoria
Seguidamente Fisher fue profesor visitante y conferenciante de la asignatura de Cultura Visual y Sonora en el Goldsmiths College. También fue responsable de poner en marcha la editorial Zero Books, miembro de los consejos editoriales de la publicación Interference: A Journal of Audio Culture y de la serie de libros editados por el Servicio de Prensa de la Universidad de Edimburgo sobre Realismo Especulativo, así como editor adjunto suplente en la revista The Wire. En 2009, Fisher editó The Resistible Demise of Michael Jackson (en español Jacksonismo. Michael Jackson como síntoma), una colección de ensayos críticos sobre la carrera y muerte de Michael Jackson, y Capitalist Realism: Is There No Alternative? (en español, Realismo Capitalista: ¿no hay alternativa?), un análisis de los efectos ideológicos del neoliberalismo en la cultura contemporánea. Fisher también fue un crítico temprano de la "cultura de la indignación" (reconocible con facilidad en las polémicas que tienen lugar en redes sociales como Twitter) publicando en 2013 el polémico ensayo "Exiting the Vampire Castle." En él, Fisher critica que esta "cultura de la indignación" ha creado un espacio "donde la solidaridad es imposible, pero la culpa y el miedo son omnipresentes". Asimismo, señala que tal "cultura de la indignación" reduce cada problema político a una crítica de las conductas individuales en vez de tratar los asuntos políticos a través de la acción colectiva. En 2014, Fisher publicó Ghosts of My Life: Writings on Depression, Hauntology and Lost Futures (en español, Los fantasmas de mi vida: Escritos sobre depresión, hauntología y futuros perdidos), una colección de ensayos sobre temas similares analizados a través de los prismas de la música, el cine y la hauntología. También colaboró intermitentemente con diversas publicaciones, incluyendo Fact y The Wire. En 2016, Fisher coeditó una antología crítica sobre la era del post-punk junto a Kodwo Eshun y Gavin Butt titulada Post-Punk Then and Now, publicado por Repeater Books (no traducida al español.)

### Muerte
Fisher falleció el 13 de enero de 2017 a la edad de 48 años, poco antes de la publicación de su último libro The Weird and the Eerie (en español, Lo Raro y lo Espeluznante, Ed. Alpha Decay.) Su mujer confirmó que se había suicidado. Su lucha con la depresión fue narrada por el propio Fisher en varios artículos y en su Realismo Capitalista, donde argumentaba que "la pandemia de angustia mental que aflige nuestros tiempos no puede ser correctamente entendida, o curada, si es vista como un problema personal padecido por individuos dañados."
Poco antes de morir Fisher tenía planeada la publicación de un nuevo libro, Acid Communism, fragmentos del cual aparecen en la antología k-punk: The Collected and Unpublished Writings of Mark Fisher (2004–2016) publicada en 2018. Existe traducción en español de este libro: K-PUNK – VOLUMEN 1. Escritos reunidos e inéditos (Libros, películas y televisión).

## Pensamiento

### Realismo capitalista[2]
Al final de la década de 2000, Fisher redefinió el término "realismo capitalista" para describir "la sensación generalizada de que el capitalismo no solo es el único sistema político y económico viable, sino que, ahora, es imposible, incluso, imaginar una alternativa coherente". En su libro de 2009 Realismo capitalista: ¿No hay alternativa?, expande este concepto argumentando que es el término que mejor describe la situación ideológica existente desde la caída de la Unión Soviética, en la cual las lógicas del capitalismo han venido para delinear los límites de la vida política y social, con efectos significativos en la educación, la enfermedad mental, la cultura y los métodos de resistencia. El resultado es una situación en la cual resulta "más fácil imaginar el fin del mundo que el fin del capitalismo." Fisher escribe:
El realismo capitalista tal y como yo lo entiendo no puede estar limitado al arte o a la manera cuasi-propagandística según la cual funciona la publicidad. Es más como una atmósfera dominante que condiciona no solo la producción de cultura sino también el control del trabajo y la educación y que actúa como una suerte de barrera invisible que constriñe el pensamiento y la acción.
Como concepto filosófico, el realismo capitalista está influido por el concepto althusseriano de ideología, así como por la obra de Fredric Jameson y Slavoj Žižek. Fisher propone que dentro de un marco capitalista no hay espacio para concebir formas alternativas para las estructuras sociales, añadiendo que a las generaciones más jóvenes ni siquiera les preocupa reconocer tales alternativas. De acuerdo con su formulación, la crisis financiera de 2008 ha agravado esta situación: más que catalizar el deseo de buscar alternativas para el modelo existente, la respuesta a la crisis ha reforzado la idea de que las modificaciones tienen que ser hechas dentro del sistema existente. Fisher argumenta que el realismo capitalista ha propagado una 'ontología empresarial' que concluye que todo tendría que ser gestionado como si fuera un negocio, incluyendo los campos de la educación y la salud.
Siguiendo el trabajo de Fisher, el término ha sido recogido por otros críticos literarios.

### Hauntología[25]
Fisher popularizó el uso del concepto hauntología de Jacques Derrida para describir la sensación dominante según la cual la cultura contemporánea está hechizada por los "futuros perdidos" de la modernidad, la cual ha fracasado o ha sido cancelada por la posmodernidad y el neoliberalismo. Fisher y otros autores han prestado atención a la transición hacia una economía postfordista a finales de la década de 1970 que ha "privado gradual y sistemáticamente a los artistas de los recursos necesarios para producir lo nuevo." En contraste con la nostalgia y el pastiche irónico de la cultura postmoderna, Fisher ha definido el arte hauntológico como una exploración de estos impasses y como una representación de una "negativa a renunciar al deseo de futuro." Hablando de la pertinencia política del concepto, Fisher escribió: 
En un tiempo de reacción política y restauración, cuando la innovación cultural se ha detenido e incluso ha retrocedido, cuando "el poder... opera predictiva tanto como retrospectivamente" (Eshun 2003: 289), una función de la hauntología es continuar insistiendo en que hay futuros más allá del tiempo terminal de la posmodernidad. Cuando el presente ha renunciado al futuro, debemos escuchar las reliquias del futuro en las potencialidades no activadas del pasado.
Así, el concepto de hauntología ha sido descrito como el "deseo de un futuro que nunca tuvo lugar," expresado como una puesta en primer plano de estas disyunciones históricas y ontológicas. El libro de Fisher de 2014 Fantasmas de mi vida examina estas ideas a través de fuentes culturales como la música de Burial, Joy Division y el sello Ghost Box, series de televisión como Sapphire & Steel, las películas de Stanley Kubrick y Christopher Nolan, y las novelas de David Peace y John Le Carré.

### Lo raro y lo espeluznante
El libro póstumo de Fisher Lo raro y lo espeluznante explora los conceptos de "lo raro" y "lo espeluznante" a través de varias obras de arte, definiendo estos como modos narrativos radicales o momentos de "shock trascendental" que funcionan descentrando el sujeto humano y desnaturalizando la realidad social, exponiendo las fuerzas arbitrarias que la moldean. Resumiendo las caracterizaciones de Fisher, Yohann Koshy ha establecido que "la rareza (weirdness) abunda en la frontera entre mundos; lo fantasmal (eerienes) se transmite desde las ruinas de los mundos perdidos." El libro incluye una discusión sobre la ciencia ficción y los orígenes del horror como la obra de H.P. Lovecraft, el libro Picnic en Hanging Rock de Joan Lindsay (1967), las obras de Philip K. Dick, Inland Empire de David Lynch (2006) y Under the Skin de Jonathan Glazer (2013), así como la música de la banda de post-punk The Fall y del músico ambient Brian Eno.

## Obra

### En Inglés
- The Resistible Demise of Michael Jackson (editor). Winchester: Zero Books, 2009. ISBN 978-1846943485
- Capitalist Realism: Is There No Alternative?. Winchester: Zero Books, 2009. ISBN 978-1846943171
- Ghosts of My Life: Writings on Depression, Hauntology and Lost Futures. Winchester: Zero Books, 2014. ISBN 978-1780992266
- Post-Punk Then and Now (editor, con Gavin Butt y Kodwo Eshun). Repeater Books, 2016. ISBN 978-1910924266
- The Weird and the Eerie. Repeater Libros, 2017. ISBN 978-1910924389
- k-punk: The Collected and Unpublished Writings of Mark Fisher (2004–2016) (editado por Darren Ambrose, prólogo por Simon Reynolds). Repeater Books, 2018. ISBN 978-1910924389

### En español
- Jacksonismo. Michael Jackson como síntoma (editor): Editorial Caja Negra, 2014. ISBN 978-987-1622-28-3
- Realismo capitalista: ¿No hay alternativa?: Editorial Caja Negra, 2016. ISBN 978-987-1622-45-0
- Aceleracionismo. Estrategias para una transición hacia el poscapitalismo (VV.AA. autor y colaborador): Editorial Caja Negra, 2017. ISBN 978-987-1622-58-0
- Lo Raro y lo Espeluznante: Editorial Alpha Decay, 2018. ISBN 978-84-947423-8-5
- Los fantasmas de mi vida. Escritos sobre depresión, hauntología y futuros perdidos: Editorial Caja Negra, 2018. ISBN 978-987-1622-61-0
- K-PUNK – VOLUMEN 1. Escritos reunidos e inéditos (Libros, películas y televisión): Editorial Caja Negra, 2019. ISBN 978-987-1622-74-0
- K-PUNK – VOLUMEN 2. Escritos reunidos e inéditos (Música y política): Editorial Caja Negra, 2020. ISBN 978-987-1622-85-6
- K-PUNK – VOLUMEN 3. Escritos reunidos e inéditos (Reflexiones, comunismo ácido y entrevistas): Editorial Caja Negra, 2021. ISBN 978-987-1622-96-2
- Constructos Flatline: Materialismo gótico y teoría-ficcción cibernética: Editorial Caja Negra, 2022 ISBN 978-987-48623-7-2[44]